# South Middletown
South Middletown és una concentració de població designada pel cens dels Estats Units a l'estat d'Ohio. Segons el cens del 2000 tenia 264 habitants.

## Demografia
Segons el cens del 2000, South Middletown tenia 264 habitants, 96 habitatges, i 62 famílies. La densitat de població era de 926,6 habitants/km².
Dels 96 habitatges en un 30,2% hi vivien nens de menys de 18 anys, en un 51% hi vivien parelles casades, en un 9,4% dones solteres, i en un 34,4% no eren unitats familiars. En el 25% dels habitatges hi vivien persones soles el 10,4% de les quals corresponia a persones de 65 anys o més que vivien soles. El nombre mitjà de persones vivint en cada habitatge era de 2,75 i el nombre mitjà de persones que vivien en cada família era de 3,38.
Per edats la població es repartia de la següent manera: un 31,8% tenia menys de 18 anys, un 10,2% entre 18 i 24, un 29,5% entre 25 i 44, un 18,6% de 45 a 60 i un 9,8% 65 anys o més.
L'edat mediana era de 31 anys. Per cada 100 dones de 18 o més anys hi havia 83,7 homes.
La renda mediana per habitatge era de 45.750 $ i la renda mediana per família de 45.750 $. Els homes tenien una renda mediana de 32.500 $ mentre que les dones 24.333 $. La renda per capita de la població era de 19.620 $. Cap de les famílies i el 5,7% de la població estaven per davall del llindar de pobresa.

## Poblacions més properes
El següent diagrama mostra les poblacions més properes.